# Stakevtsi
Stakevtsi (Bulgaars: Стакевци) is een dorp in Bulgarije. Het is gelegen in de gemeente Belogradtsjik (oblast Vidin), niet ver van de Servische grens.

## Ligging
Het dorp Stakevtsi ligt ongeveer 13 km ten zuidwesten van de stad Belogradtsjik, 5 km ten zuidoosten van het dorp Kratsjimir, 7 km ten westen van Varbovo en ongeveer 9 km ten noordwesten van Tsjoeprene. De afstand tussen Stakevtsi en Sofia is hemelsbreed 112 km.

## Bevolking
Het dorp heeft te kampen met een intensieve ontvolking (zie: onderstaande grafiek). Van de 199 inwoners reageerden er 196 op de volkstelling van februari 2011. Zo'n 189 respondenten identificeerden zichzelf als etnische Bulgaren (96,4%), 6 personen als Roma (3,1%) en 1 persoon was ondefinieerbaar (0,5%).
|  |

Belogradtsjik · Borovitsa · Chiflika · Dbravka · Granichak · Granitovo · Krachimir · Oshane · Prauzhda · Prolaznitsa · Rabisha · Rayanovtsi · Salash · Slivovnik · Stakevtsi · Struindol · Veshtitsa · Varba